# Маркграф, Кейт
Кэтрин Мишель Маркграф (англ. Kathryn Michele Markgraf; род. 23 августа 1976, Блумфилд-Хилс, Мичиган), урождённая Собреро (англ. Sobrero) — американская футболистка, защитник. Чемпионка мира (1999) и двукратная олимпийская чемпионка (2004, 2008) в составе национальной сборной.

## Карьера

### Студенческая карьера
В футболе дебютировала в 1994 году в женском студенческом футбольном клубе «Нотр-Дам Файтинг Айриш», в составе которого выступала на протяжении первых трёх сезонов своей игровой карьеры. Всего в составе команды приняла участие в 97 матчах, отметившись 7 забитыми мячами.

### Клубная карьера
Во взрослом футболе дебютировала в 2001 году в женском футбольном клубе «Бостон Брейкерс», с которым выступала на протяжении двух сезонов. В 2005 году переехала в Швецию, где стала выступать за местный профессиональный клуб «Эребру», а уже вскоре вернулась в США, присоединившись к команде «Мичиган Хоукс».
Завершила профессиональную игровую карьеру в 2010 году в женской футбольной команде клуба «Чикаго Ред Старз», в составе которой провела менее одного сезона.

### Карьера в сборной
В 1998 году дебютировала в официальных матчах в составе женской национальной сборной США по футболу. Её первый выход на поле состоялся в товарищеском матче против сборной Аргентины. Спустя один год она вошла в состав команды, завоевавшей золотые медали на домашнем чемпионате мира. Некоторое время спустя команде удалось выйти в финал женского футбольного турнира летних Олимпийских игр в Сиднее.
На домашнем чемпионате мира 2003 года команда смогла завоевать бронзовые награды, а спустя один год сборная одержала победу на футбольном турнире летних Олимпийских игр. В 2008 году Маркграф завоевала свой второй чемпионский титул на летних Олимпийских играх в Пекине.
В июле 2010 года Маркграф провела свой 200-й матч в составе национальной команды, став 10-й спортсменкой в истории женского футбола, достигает такого результата. Всего в составе национальной команды приняла участие в 201 матче, отметившись единственным забитым мячом.

## Личная жизнь
Маркграф с супругом проживают в городе Милуоки, штат Висконсин, и воспитывают троих детей.